# Вальдес, Альберто
Альберто Вальдес Рамос (исп. Alberto Valdés Ramos; 25 июня 1919, Мехико — 14 апреля 2013, Мехико) — мексиканский военный, олимпийский чемпион.
Уже в детстве Альберто Вальдес Рамос продемонстрировал любовь к спорту. Когда ему было 10 лет, его отец был назначен военным атташе во Францию, и вся семья переехала в Париж, где юный Альберто полюбил конный спорт.
В 1948 году на Олимпийских играх в Лондоне Альберто Вальдес Рамос на лошади «Чиуауа» завоевал золотую медаль в конкуре в командном первенстве.
В 1951 году на Панамериканских играх он завоевал бронзовую медаль в командном конкуре (вместе с Роберто Виньалсом и Хоакином Д’Аркоуртом).